# Hypagyrtis fidoniaria
Hypagyrtis fidoniaria là một loài bướm đêm trong họ Geometridae.